# Akira Kitaguchi
Akira Kitaguchi (Osaka, 8. ožujka 1935.) japanski je nogometaš.

## Klupska karijera
Igrao je za Mitsubishi Motors.

## Reprezentativna karijera
Za japansku reprezentaciju igrao je od 1958. do 1959. godine. Odigrao je 10 utakmica postigavši 1 pogodak.
S japanskom reprezentacijom Akira Kitaguchi je igrao na Olimpijskim igrama 1956.

## Statistika
| Japan  | Japan | Japan |
| Godina | Nast. | Gol.  |
| ------ | ----- | ----- |
| 1958.  | 3     | 1     |
| 1959.  | 7     | 0     |
| Ukupno | 10    | 1     |

## Vanjske poveznice
- National Football Teams
- Japan National Football Team Database